# علاء عبدون
علاء عبدون (انگلیسی: Alaa El-Din Abdoun؛ زادهٔ ۱۹ فوریهٔ ۱۹۶۵) بازیکن بسکتبال اهل مصر بود.